# آنتونی جانسون (بازیگر)
آنتونی جانسون (به انگلیسی: Anthony Johnson)، (۱ فوریه ۱۹۶۶–۶ سپتامبر ۲۰۲۱)، بازیگر و کمدین آمریکایی بود. او بیشتر برای بازی در نقش «عزال» در فیلم کمدی جمعه در سال ۱۹۹۵ شناخته شد. از دیگر آثار او می‌توان به فیلم بی.ای.پی.اس و من ارتباط را گرفتم (۱۹۹۸) اشاره کرد.
جانسون در ۶ سپتامبر ۲۰۲۱ در سن ۵۵ سالگی در بیمارستانی در لس آنجلس درگذشت. مرگ او در ۲۰ سپتامبر توسط نماینده او LyNea Bell به‌طور عمومی اعلام شد. جانسون بر اساس گزارش کالبد شکافی خود به دلیل سندرم اختلال عملکرد اندام‌های متعدد ناشی از مصرف مزمن اتانول درگذشت. همچنین بیان کرد که او به کووید ۱۹ مبتلا شده بود.